# Invisible Cinema

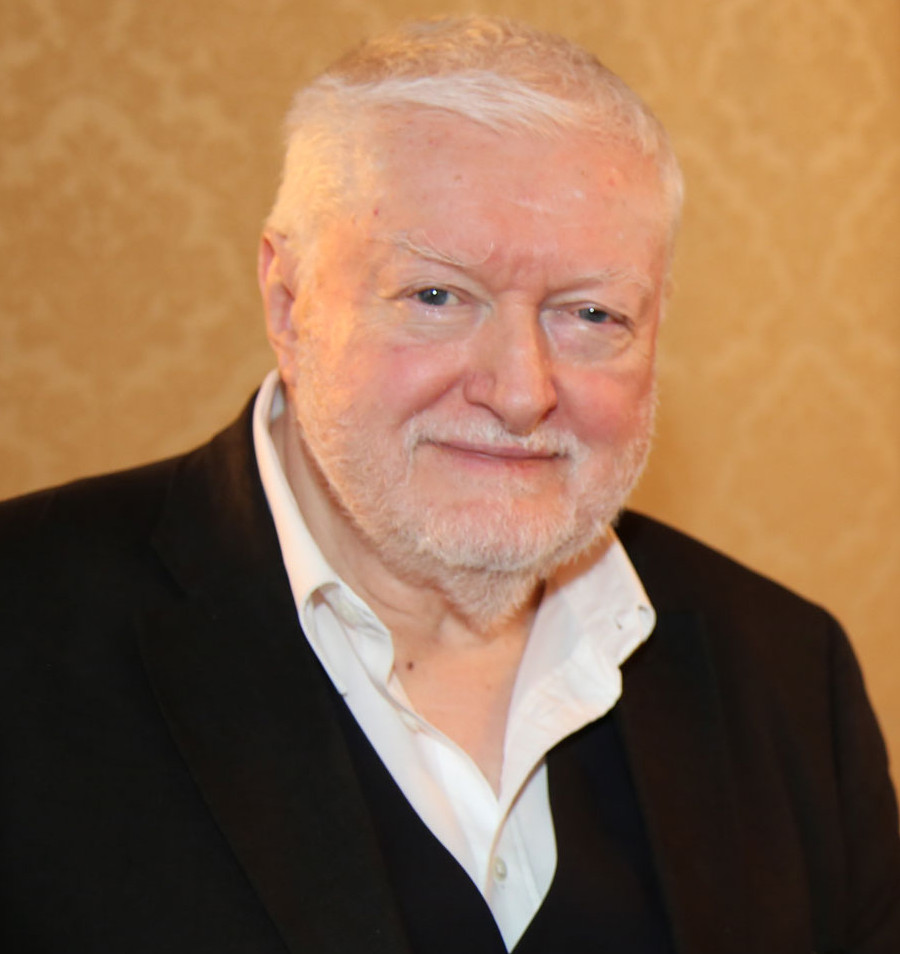
Peter Kubelka, inventor del Invisible Cine.

El Invisible Cinema es una sala de cine experimental diseñada por el cineasta, arquitecto y músico austríaco Peter Kubelka en 1970. Fue el primer lugar de exposición de la Anthology Film Archives de Nueva York. Un auditorio completamente negro de aproximadamente 90 asientos donde los espectadores visualizaban la proyección de manera individual, separados por filas y asientos con paredes altas y una pequeña parte superior pareciendo a una capucha. Este espacio vanguardista donde los usuarios tenían que seguir una serie de normas de comportamiento existió solo durante cuatro años a Austria, pero la tecnología de este auditorio ha sido utilizada posteriormente.

## Concepción
El término invisible es aplicado por el mismo Peter Kubelka por la sencillez de la arquitectura y diseño de la sala que tiene como intención no desviar la atención del espectador. Dentro del auditorio, la pantalla es el único estímulo del usuario, ni siquiera existe cortina ante la pantalla, cualquier elemento relacionado con el teatro es eliminado.
La función del cine es que el mensaje filmado por el cineasta llegue al espectador con la mínima cantidad de elementos perdida. Por este motivo, todos los elementos son negros: los asientos, las paredes, la alfombra que cubre el suelo, e incluso, las puertas. El aislamiento entre los diferentes usuarios no solo es visual, también es acústico, imposibilitando la interacción y distracción entre ellos. La única fuente de sonido es la de la pantalla individual.

## Experiencia
Se facilita la completa concentración gracias al aislamiento y la oscuridad, pero a pesar de la individualización de los usuarios, se podía sentir la presencia de otros usuarios. Las personas que forman parte del exclusivo grupo que fueron espectadores del Invisible Cine determinan la experiencia como inmersiva.  Además, el cine contaba con una serie de normas cómo no acceder en la sala una vez empezada la película o mantener el silencio durante toda la proyección. La carencia de relación verbal mediante el silencio no implica la absoluta ausencia de comunicación, la sensación de dos personas sintiendo y experimentando lo mismo a la vez, se puede considerar comunicación en sí misma. La experiencia por lo tanto era una proyección común pero con la peculiaridad de dividir los individuos para conseguir un grado de atención todavía más elevado.
Descrito por Peter Kubelka cómo una "máquina visual", el Invisible Cinema aparentemente provocó sensaciones de flotación, somnolencia y fuerte absorción entre sus espectadores, pero también dio un peso inesperado a la colectividad del público.